# Pontederia sagittata
Pontederia sagittata es una especie de planta acuática perteneciente a la familia Pontederiaceae.

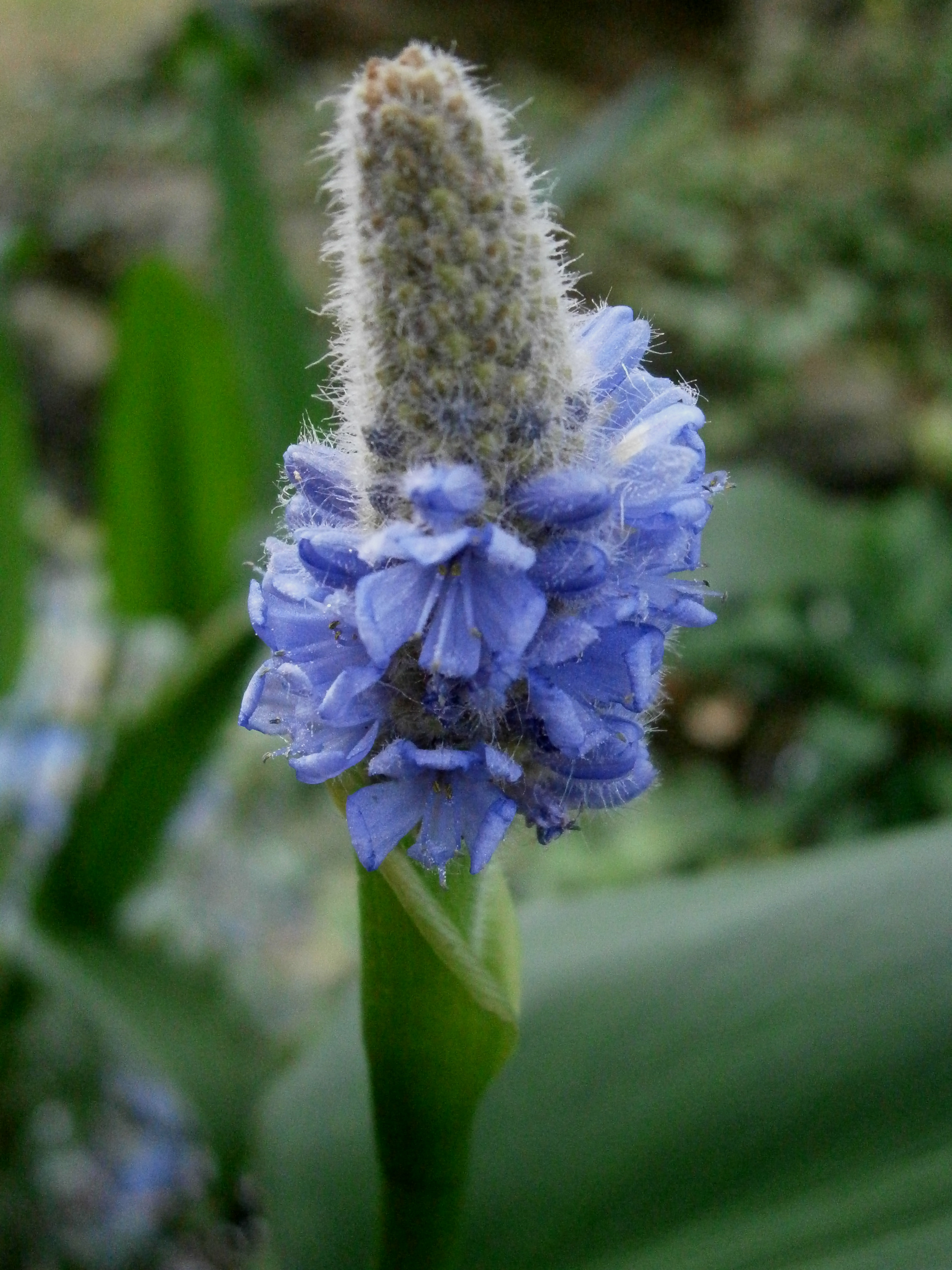
Inflorescencia

## Descripción
Es una planta perenne con los tallos erectos, rizomatosos. Hojas basales, emergentes; vainas de 10-27 cm, el ápice emarginado; pecíolos hasta 1 m, no inflados, algunas veces rojizos; láminas 8-32 x 5-19 cm, lanceoladas, la base cordata, el ápice agudo. Inflorescencia con más de 50 flores; flores dispuestas en grupos de 3, 4 o más a lo largo del pedúnculo, sésiles; pedúnculo (6-)10-20(-22) cm, grueso, piloso a peloso o raramente glabro; entrenudo entre las espatas (3.5-)5-16(-20) cm; lámina de la espata inferior 8-32 x 5-19 cm; espata superior (3-)4-7(-9) cm, abierta el 1/2 superior, el ápice mucronulato. Flores de 1.5 cm. Perianto lila o raramente blanco, externamente piloso-glandular; lóbulos externos c. 6 mm; lóbulos internos c. 6 mm. Filamentos largos 6-9 mm, con pelos glandulares en el 1/3 superior, los cortos 0.7-3.5 mm, con pelos glandulares en el 1/3 superior; anteras del verticilo superior 0.75-1 mm, amarillas; anteras del verticilo inferior 0.55-0.85 mm, amarillas. Pistilo 3-6 mm; estilo piloso hacia el ápice; estigma 3-lobado. Utrículos 5-6 mm, deltiformes, con los bordes de las costillas lisos; semillas 2.3-2.5 mm, lisas, obovoides, cubiertas por una capa mucilaginosa de aspecto aceitoso.

## Distribución y hábitat
Se encuentra en los bordes de ríos, lagunas y charcas, pantanos a una altitud de 0-1500 metros desde el sur de México a Panamá.

## Taxonomía
Pontederia sagittata fue descrita por Karel Presl y publicado en Reliquiae Haenkeanae 1(2): 116. 1827.
Sinonimia
- Pontederia cordata var. sagittata (C.Presl) Schery
- Pontederia cordata f. sagittata (C.Presl) Solms[3]